# Нежилойахк
Нежилойахк (устар. Нежилой-Ахк) — река в России, протекает в Чеченской Республике. Устье реки находится в 24 км от устья реки Шароаргун по правому берегу. Длина реки составляет 12 км, площадь водосборного бассейна — 64,2 км².

## Данные водного реестра
По данным государственного водного реестра России относится к Западно-Каспийскому бассейновому округу, водохозяйственный участок реки — Сунжа от города Грозный до впадения реки Аргун. Речной бассейн реки — Реки бассейна Каспийского моря междуречья Терека и Волги.
Код объекта в государственном водном реестре — 07020001212108200006051.